# Ilex owariensis
Ilex owariensis är en järneksväxtart som beskrevs av S. Hatusima och M. Kobayashi. Ilex owariensis ingår i släktet järnekar, och familjen järneksväxter. Inga underarter finns listade i Catalogue of Life.